# Halcampa medusophila
Halcampa medusophila is een zeeanemonensoort uit de familie Halcampidae. De anemoon komt uit het geslacht Halcampa. Halcampa medusophila werd in 1884 voor het eerst wetenschappelijk beschreven door Graeffe. 